# Osiedle Spółdzielcze
Osiedle Spółdzielcze – zabytkowe osiedle w Krakowie wchodzące w skład Dzielnicy XVIII Nowa Huta, niestanowiące jednostki pomocniczej niższego rzędu w ramach dzielnicy.

## Historia
Osiedle Spółdzielcze wchodzi w skład sektora D Nowej Huty. Był to ostatni sektor realizowany w ramach budowy pierwszej części dzielnicy, w odróżnieniu od pozostałych (A, B i C), czas jego realizacji przypadł na okres po odwilży w stosunkach politycznych z roku 1956. Wskutek tego o ile sektory A, B i C zostały zrealizowane w mniejszym lub większym stopniu w stylu socrealistycznym, o tyle sektor D reprezentuje już styl poodwilżowego modernizmu. Układ sektora stanowi luźną zabudowę budynkami wolnostojącymi rozmieszczonymi między dużymi obszarami zieleni. Projekt sektora D wykonali architekci Tadeusz Rembiesa i Bolesław Skrzybalski. Projekty bloków na terenie sektora opracowali również Józef König, Andrzej Radnicki, Adam Fołtyn, Wacław Głowacki, Kazimierz Karasiński oraz Marta i Janusz Ingardenowie. Jego forma, która składa się z budynków w zabudowie niewysokiej, trzy- i czteropiętrowych, ma bezpośredni związek z bliskością lotniska w Czyżynach, które funkcjonowało do 1963 roku, a więc jeszcze w momencie rozpoczęcia budowy osiedli w sektorze. Osiedle Spółdzielcze było realizowane najpóźniej spośród osiedli wchodzących w skład sektora D, zatem jest ono najmłodszym osiedlem tzw. „Starej Nowej Huty”.

## Usytuowanie i rozplanowanie
Osiedle przestrzennie posiada kształt nieregularnego czworoboku. Za jego granice można uznać: od północnego wschodu al. gen. Andersa, od wschodu ul. gen. Boruty-Spiechowicza, od południa Park Wiśniowy Sad, od północnego zachodu ul. Bieńczycką.
Zabudowa mieszkaniowa na osiedlu składa się w większości z nietypowej dla innych części Krakowa zabudowy trzypiętrowej. Znajduje się tu 9 podłużnych bloków reprezentujących taki układ. Jeden podłużny blok czteropiętrowy znajduje się od strony skrzyżowania al. gen. Andersa i ul. gen. Boruty-Spiechowicza. Czteropiętrowe są również dwa bloki typu „puchatki”, ulokowane w środkowej części osiedla. Spośród obiektów użyteczności publicznej znajdują się tutaj: Zespół Szkół Ekonomicznych nr 2 im. Ignacego Daszyńskiego oraz Przedszkole Samorządowe nr 105.
W otoczeniu Osiedla Spółdzielczego, od jego południowej strony znajduje się Park Wiśniowy Sad, wyremontowany po 2014 roku stanowi główny teren zielony dla osiedla. Jego strukturę uzupełniają dwie plenerowe rzeźby, autorstwa Magdaleny Pruszyńskiej-Jaroszyńskiej: Syrenka z lat 1963–1965 i abstrakcyjna rzeźba Flirt wodorostów z muszlą, popularnie zwana Ślimakiem lub Muszlą o strukturze betonowej na metalowym stelażu, dekorowana kolorowymi, ceramicznymi kafelkami w typie mozaiki, ustawiona 1 października 1963 roku.

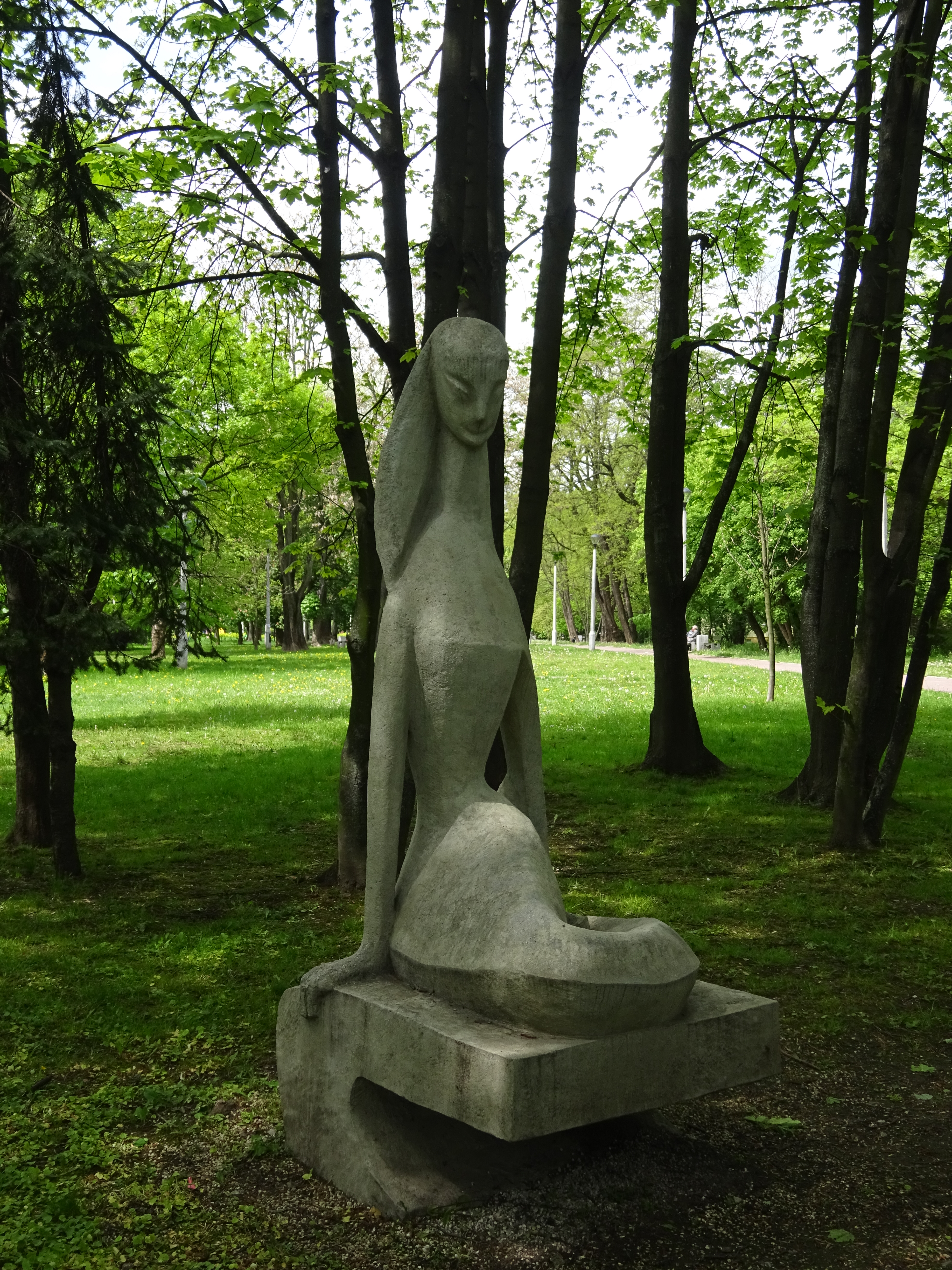
Rzeźba Syrenka Magdalena Pruszyńska-Jaroszyńska, sztuczny kamień, 1963–1965
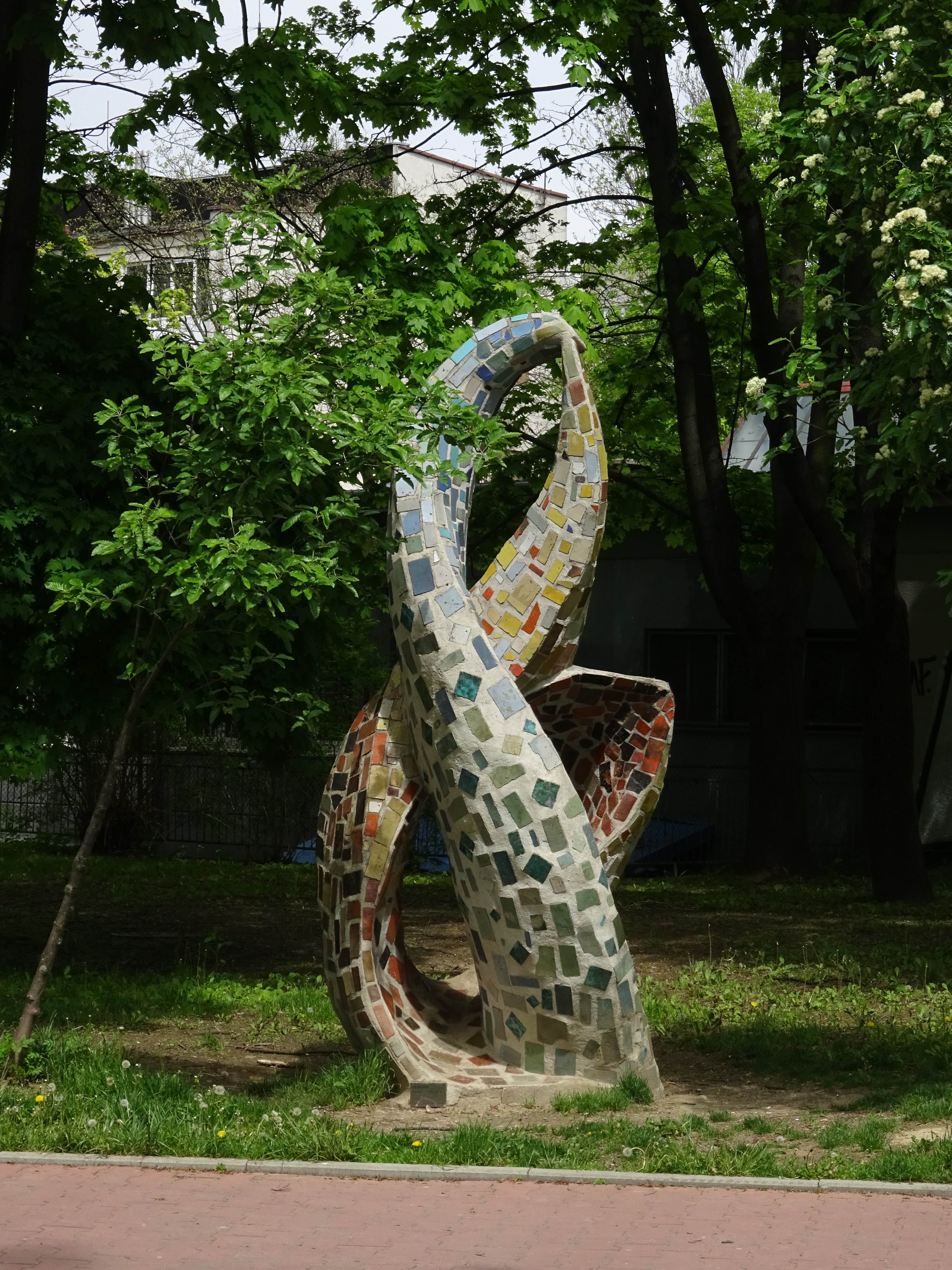
Rzeźba Flirt wodorostów z muszlą Magdalena Pruszyńska-Jaroszyńska, 1963
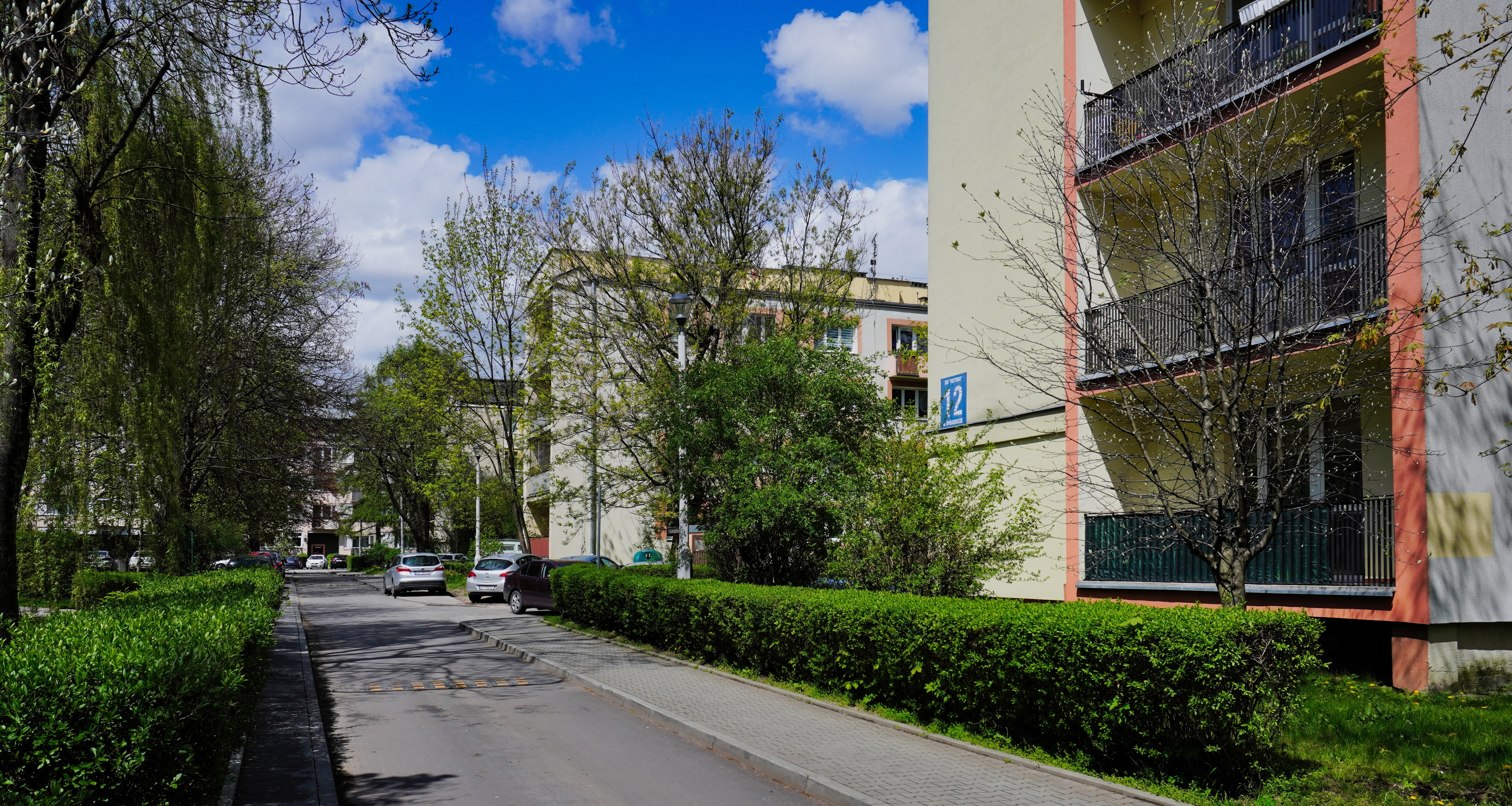
Bloki os. Spółdzielcze 12, 11, 10 i 8
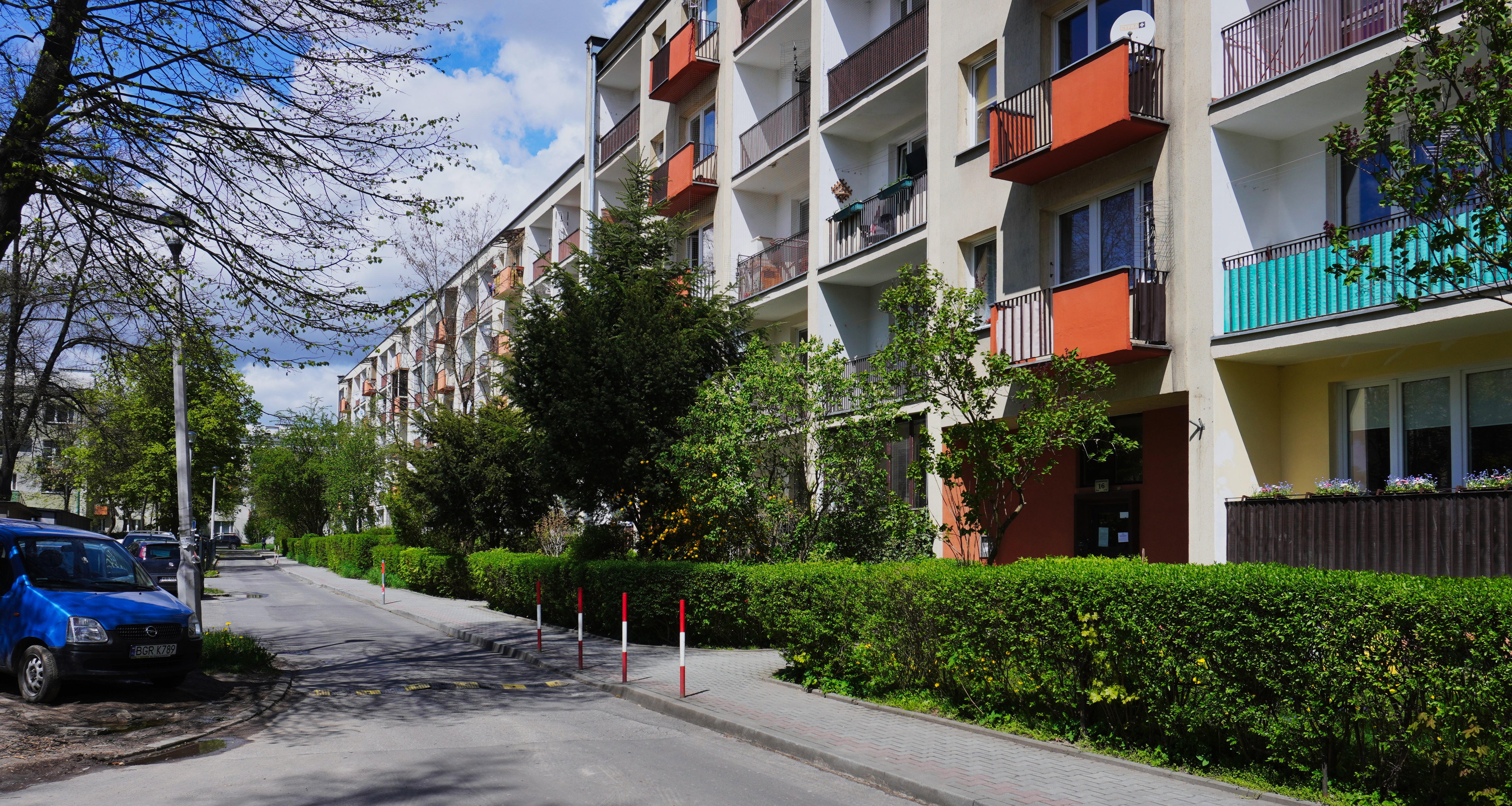
Blok os. Spółdzielcze 14–16